# Cour supérieure de justice (Luxembourg)
Pour les autres articles nationaux ou selon les autres juridictions, voir Cour de justice.
Au Grand-Duché de Luxembourg, la Cour supérieure de justice constitue la juridiction suprême de l'ordre judiciaire,.
La Cour supérieure de justice se réunit en assemblée générale pour juger des affaires internes qui la concernent, notamment des conflits d'attribution et des actions disciplinaires contre les magistrats. L'assemblée générale connaît en outre des accusations admises par la Chambre des députés contre les membres du gouvernement.
La Cour supérieure de justice, siégeant à Luxembourg, est constituée:
- de la Cour de cassation ;
- de la Cour d'appel ;
- du Parquet général;
- du conseil supérieur de la sécurité sociale, en application de la loi du 23 juillet 2016[4].